# George Newnes
George Newnes (13 de março de 1851 Matlock Bath, Derbyshire – 9 de junho de 1910, Lynton, Devon) foi um político e editor da Inglaterra.

## História
George Newnes é particularmente conhecido pela revista The Strand Magazine de 1891, aonde Arthur Conan Doyle publicou a série de romances de Sherlock Holmes.
Ele também fundou outras publicações como Westminster Gazette (1873), Tit-Bits (1881), The Wide World Magazine (1888) e Country Life (1897). A empresa que ele criou, George Newnes, Ltd., continua a publicar até os dias atuais, com revistas como a Practical Mechanics e Practical Television. Em 1963 , a empresa foi adquirida pela IPC Media, uma subsidiária da Warner Communications. Os livros de Newnes continuam a ser publicados pela Elsevier.
Além das atividades editoriais, Newnes desempenhou um papel fundamental no desenvolvimento das cidades de Lynton e Lynmouth, incluindo a construção de uma ferrovia entre as duas cidades.
Newnes foi um membro do Parlamento britânico (1885-1895) e pessoalmente financiou a Expedição Antártica Nacional Britânica.